# Abbitte (Roman)
Abbitte (im Original Atonement) ist ein Roman von Ian McEwan aus dem Jahr 2001, auf Deutsch in der Übersetzung von Bernhard Robben 2002 erschienen. Er wurde von der Kritik positiv aufgenommen und in der Zeit als „tiefenpsychologisches Meisterwerk“ bezeichnet. 2001 wurde der Roman für den Booker Prize nominiert. Das Magazin Time zählte ihn zu den besten 100 englischsprachigen Romanen, die zwischen 1923 und 2005 veröffentlicht wurden. 2015 wurde der Roman von der BBC-Auswahl der besten 20 Romane von 2000 bis 2014 zu einem der bislang bedeutendsten Werke des frühen 21. Jahrhunderts gewählt. 2007 entstand eine gleichnamige Kinoproduktion des britischen Regisseurs Joe Wright.
Die zentralen Themen dieses Romans sind Liebe und Trennung, Unschuld und Selbsterkenntnis, Treue und Verrat vor dem Hintergrund der britischen Gesellschaft, die sich auf den Zweiten Weltkrieg vorbereitet und ihn dann bestehen muss.

## Aufbau und Handlung des Romans
Der 424 Seiten umfassende Roman ist in vier ungleich lange Teile eingeteilt. Teil I spielt auf dem englischen Landgut der Familie Tallis im Jahr 1935. Ein ungewöhnlich heißer Sommertag wird in sehr langsamem Erzähltempo beschrieben, wobei die Ereignisse aus mehreren verschiedenen Perspektiven der daran Beteiligten nacherzählt und gestaltet werden. Der Vater, Jack Tallis, arbeitet und lebt in London. Seine Aufenthalte dort werden immer länger, seine Anwesenheit auf dem Landgut wird immer seltener, weil er in einem Londoner Ministerium den Verteidigungsfall vorbereitet. Die Mutter, Emily, glaubt jedoch, er habe eine Geliebte. Sie lebt mit der jüngsten Tochter Briony und den Hausangestellten auf dem Landgut. Die zehn Jahre ältere Schwester Cecilia hat gerade ihr Literaturstudium in Cambridge abgeschlossen und die nächsten Schritte ihres Lebens noch nicht entschieden. Sie befindet sich zu Hause zu Besuch. Ihr Bruder Leon wird zusammen mit seinem Freund Paul Marshall erwartet. Im Haus befinden sich ebenfalls die 15-jährige Cousine Lola mit ihren neun Jahre alten Zwillingsbrüdern. Frau Tallis hat die Geschwister bei sich aufgenommen, während die Eltern dieser Kinder sich trennen. Um die Ankunft ihres Bruders zu feiern, hat Briony das Theaterstück Die Heimsuchungen Arabellas geschrieben. Mitten in den Proben gibt sie allerdings das Projekt der Aufführung mit ihren Cousins und der Cousine als Darsteller auf.
Die 13-jährige Briony beobachtet, wie sich zwischen ihrer Schwester Cecilia und dem Sohn der Zugehfrau, Robbie Turner, eine Liebesgeschichte anbahnt. Mit der Erwachsenenwelt und ihrer Sexualität konfrontiert, interpretiert sie in ihrer kindlichen Phantasie die Situation als Bedrohung für sich und ihre Schwester. Als ihre Cousine Lola vergewaltigt wird, kommt sie als Erste an den Tatort, sieht den Täter noch im Dunkeln wegrennen und redet sich ein, es wäre Robbie Turner gewesen. Sie sagt gegen ihn aus, woraufhin Robbie zu einer Gefängnisstrafe verurteilt wird. Nur Cecilia und Robbies Mutter glauben an seine Unschuld. Cecilia verspricht, auf ihn zu warten, und bricht wenig später mit ihrer Familie. Sie lässt sich zur Krankenschwester ausbilden. Robbie wird aus dem Gefängnis freigelassen, nachdem er sich bereit erklärt, als Soldat im Zweiten Weltkrieg zu dienen.
Teil II beschreibt die Evakuierung der britischen Armee in Dünkirchen 1940. Robbie schlägt sich gemeinsam mit zwei Kameraden zum Evakuierungsort durch. Eine Verwundung und Angriffe von Sturzkampfbombern drohen sein Leben mehrmals zu beenden. Der Gedanke an Cecilia und an ihr Versprechen geben ihm aber immer wieder aufs Neue Mut und Überlebenswillen. Ob Robbie, dessen Wunde sich entzündet hat, tatsächlich aus Dünkirchen evakuiert wird, bleibt offen.
Im Teil III befindet sich Briony im selben Krankenhaus, in dem ihre Schwester ausgebildet wurde. Briony ist nun selbst Schwesternschülerin und an der Pflege der zurückkehrenden verwundeten Soldaten beteiligt. Sie hat ihren Fehler eingesehen, der darin bestand, Robbie der Vergewaltigung zu bezichtigen, und glaubt nunmehr, dass der eigentliche Täter Paul Marshall gewesen sei. In einem Brief an ihre Schwester nimmt sie ihre Schuld der falschen Zeugenaussage auf sich und sieht ihre harte Arbeit bei der Pflege der Verwundeten und Sterbenden als eine Art Sühne dafür. Briony ist anwesend, als Lola und Paul Marshall, der durch die Produktion von Schokoladenriegeln für die britische Armee zu Vermögen gekommen ist, in einer Kirche getraut werden. Obwohl diese Personen Robbie entlasten könnten, findet sie nicht die Kraft, vor sie hinzutreten und sie dazu aufzufordern. Schließlich sucht sie ihre Schwester Cecilia auf und gesteht ihr ihren Fehler und ihre Schuld. Bei Cecilia trifft sie auch Robbie an; das Liebespaar ist also nach langer Trennung und trotz aller fürchterlicher Prüfungen wieder vereint. Sie einigen sich darauf, dass Briony durch verschiedene juristische Maßnahmen anstreben soll, Robbies verlorene Ehre wiederherzustellen. Verzeihen werden sie ihr jedoch nicht.
Trotz aller Schwierigkeiten macht Briony kleine Fortschritte auf dem Weg zu ihrem eigentlichen Berufswunsch, dem der Schriftstellerin. Unterschrieben ist Teil III mit: B.T., London 1999. Der abschließende Teil des Romans trägt die Bezeichnung London, 1999 und ist nur 21 Seiten lang. Die Ich-Erzählerin Briony erzählt mit vielen Einzelheiten den Ablauf ihres 77. Geburtstages. Sie hat erfahren, dass sie an vaskulärer Demenz leidet und bald nur noch dahindämmern wird. Sie blickt auf ein Leben als erfolgreiche Schriftstellerin zurück. Erkennbar wird auch, dass die drei vorangegangenen Teile des Romans von ihr geschrieben worden sind. Als Schriftstellerin hat sie sich erlaubt, ein glückliches Ende zu erfinden, in dem Robbie und Cecilia vereint werden. In Wirklichkeit sei das Schicksal der beiden weitaus tragischer gewesen: Robbie starb am Strand von Dünkirchen an einer Blutvergiftung, und Cecilia kam in einem deutschen Bombenangriff während „The Blitz“ um. Briony hatte auch nie den Mut gefunden, Cecilia aufzusuchen und Abbitte zu leisten.
Überlegungen über Sühne und die Arbeit des Schriftstellers schließen den Roman ab. Briony kommt zu dem Schluss, dass weder die Fantasie des Schriftstellers noch die harte Arbeit der Krankenschwester jemals das Verbrechen der Dreizehnjährigen wieder gutmachen können. Die ungezügelte Fantasie, die sie ursprünglich hatte schuldig werden lassen, weil sie an die Wahrheit ihrer Zeugenaussage gegen Robbie glaubte, hat auch nur auf der fiktiven Ebene des Romans Cecilia und Robbie die Chance für ein Glück bieten können, das die beiden in Wirklichkeit nicht erleben durften. Zum Schluss überlegt Briony, ob sie das Manuskript nicht noch weiter so umschreiben soll, dass Cecilia und Robbie versöhnt an ihrem 77. Geburtstag teilgenommen hätten.

## Figuren
- Briony Tallis – die jüngste der Tallis-Geschwister, die von einer Karriere als Schriftstellerin träumt. Sie ist zu Beginn der Handlung 13 Jahre alt und verantwortlich für die Inhaftierung von Robbie Turner. Briony ist teils Erzählerin, teils Figur der Handlung.
- Cecilia Tallis – die zweitälteste der Tallis-Geschwister. Sie ist verliebt in Robbie Turner, dem Schützling ihres Vaters und Begleiter ihrer Kindheit. Der ungeschickte erste Geschlechtsverkehr zwischen Cecilia und Robbie in der Bibliothek des Tallis-Hauses wird von Briony beobachtet. Nachdem Robbie fälschlich der Vergewaltigung verurteilt wird, bricht Cecilia mit ihrer Familie.
- Leon Tallis – der älteste der Tallis-Geschwister. Leon kehrt zu Beginn der Handlung nach Hause zurück und wird dabei von seinem Freund Paul Marshall begleitet.
- Emily Tallis – Emily ist die Mutter von Briony, Cecilia und Leon. Der Förderung von Robbie Turner durch ihren Ehemann steht sie ablehnend gegenüber: „Sie hatte Jack widersprochen, als er vorschlug für die Ausbildung des Jungen zu zahlen. Für sie hatte so etwas den Beigeschmack unerwünschter Einmischung und sie fand es gegenüber Leon und den Mädchen ungerecht. Sie fühlte sich auch nicht widerlegt, nur weil er Cambridge als einer der besten Studenten abgeschlossen hatte.“[2] Emily leidet außerdem unter Migräne-Anfällen, und während weiter Teile der Handlung des ersten Romanteils liegt sie zurückgezogen in ihrem Schlafzimmer.
- Jack Tallis – Jack ist der Vater von Briony, Cecilia und Leon. Jack übernachtet zunehmend häufiger in London statt zum Haus der Tallis zurückzukehren. Er ist in die Vorbereitungen zur Verteidigung Großbritanniens involviert, Emily schließt offenbar nicht aus, dass er in der Stadt eine Affäre hat: „Sie wollte nicht wissen, warum Jack so viele Nächte hintereinander in London verbrachte. Oder besser gesagt wollte sie nicht, dass es ihr irgendjemand sagt.“[3]
- Robbie Turner – Robbie ist der Sohn von Grace Turner, die als Zugehfrau der Tallis’ arbeitet und in einem der Häuser auf ihrem Grundstück lebt. Robbie wuchs entsprechend gemeinsam mit den Tallis-Geschwistern auf. Dank der Förderung durch Jack Tallis erhält er eine ungewöhnlich gute Schulausbildung und schreibt sich an der Cambridge University ein, wo auch Cecilia studiert. Fälschlich einer Vergewaltigung von Lola verurteilt, wird er schließlich Soldat, der an den Kämpfen auf dem europäischen Kontinent beteiligt ist und verwundet wird.
- Grace Turner – Grace Turner ist die Mutter von Robbie, ihr Mann Ernest war ursprünglich der Gärtner der Tallis-Familie: „Grace Turner wurde Putzfrau der Tallis-Familie eine Woche nachdem Ernest sie verlassen hatte. Jack Tallis fühlte sich außerstande, die junge Frau und ihr Kind aus dem Gärtnerhaus zu jagen. Im Dorf fand er einen Ersatzgärtner und Handlanger, der auf das Gärtnerhaus nicht angewiesen war. Damals glaubten sie, dass Grace in dem Haus für ein oder zwei Jahre bleiben und dann entweder wegziehen oder heiraten würde. Graces Gutmütigkeit und ihre Fähigkeiten im Putzen und Polieren […] machten sie beliebt, aber es war die Zuneigung der sechs Jahre alten Cecilia und ihres achtjährigen Bruders Leon, der sie rettete und Robbie den Weg ebnete.“[4] Wie Cecilia ist Grace sicher, dass Robbie nicht der Vergewaltiger war. Sie verlässt nach seiner Verurteilung die Tallis-Familie.
- Lola Quincey – die 15-jährige Cousine der Tallis-Geschwister. Wegen der Scheidung ihrer Eltern lebt sie gemeinsam mit ihren Zwillingsbrüdern bei der Familie. Sie ist das Vergewaltigungsopfer, das schließlich im 3. Teil ihren wahren Vergewaltiger Paul Marshall heiratet.
- Danny Hardman – der Handlanger der Tallis-Familie. Robbie und Cecilia verdächtigen ihn der Vergewaltigung von Lola, bis Briony sie über den wahren Täter aufklärt.
- Paul Marshall – ein Freund von Leon, der durch die Herstellung von einem Schokoladenersatz für die britischen Soldaten zu großem Wohlstand gekommen ist. Er ist derjenige, der Lola tatsächlich vergewaltigte und im dritten Teil heiratet.
- Betty – Haushälterin der Tallis-Familie

## Einzelne Aspekte des Romans

### Titel
Mit der Wahl des Titels Abbitte gibt Ian McEwan dem Leser das dominierende Thema des Romans vor. Diese Art und Weise, mit der der Autor seinen Leser führt, ist nicht häufig, lässt sich aber bis zum Beginn des 19. Jahrhunderts zurückverfolgen: Jane Austens Roman Anne Elliot (engl. Titel Persuasion) thematisiert die Folgen, wenn Personen nicht ihrer Neigung, sondern dem Rat anderer folgen. In den letzten Jahrzehnten ist dies allerdings häufiger anzutreffen. Prominente Beispiele dafür sind J. M. Coetzees Roman Schande (engl. Titel Disgrace, 1999), Salman Rushdies Romane Scham und Schande (engl. Titel: Shame, 1983) sowie Wut (engl. Titel Fury, 2001), Peter Careys Bliss (1981, übersetzt Glückseligkeit oder Glück), Anita Brookners Providence (1982, übersetzt Vorsehung) und A. S. Byatts Besessen (1982, engl. Titel Possession).

### Bezüge auf andere Werke der Literaturgeschichte
Ian McEwan bezieht sich in seinem Roman auf mehrere andere literarische Werke. Dazu zählen unter anderem Gray’s Anatomy, Virginia Woolfs Die Wellen, Thomas Hardys Jude the Obscure (deutscher Titel der aktuellsten Übersetzung Im Dunkeln), Henry James’ The Golden Bowl, Jane Austens Northanger Abbey, Samuel Richardsons Clarissa, Vladimir Nabokovs Lolita, Rosamond Lehmanns Dusty Answer sowie auf Shakespeare-Dramen Der Sturm, Macbeth, Hamlet und Ein Sommernachtstraum. McEwan selber gab an, dass er unmittelbar durch L. P. Hartleys 1953 veröffentlichtem The Go-Between (dt. auch Der Zoll des Glücks oder Ein Sommer in Brandham Hall) beeinflusst war, in dem ein 13-jähriger Junge unversehens als Briefüberbringer in eine Liebesaffäre zweier junger Menschen unterschiedlichen Standes involviert wird. Im Verlauf der Handlung erwähnt Briony außerdem in einem (fiktiven) Brief den Literaturkritiker und Herausgeber Cyril Connolly.

### Wetter
Die Ereignisse des ersten Teils des Romans finden vor dem Hintergrund einer für England ungewöhnlichen Hitzewelle statt. Leon Tallis kommentiert dies mit den Worten:

„Ich liebe England während einer Hitzewelle. Es ist ein anderes Land. Alle Regeln ändern sich.“

Tatsächlich folgt der fatale Abend im Jahre 1935 jedoch den Konventionen der englischen Oberschicht. Die im Haus der Tallis befindlichen Personen finden sich zu einem Abendessen ein, bei dem trotz der Hitze Rostbraten und Rosenkohl serviert werden, und obwohl sie lieber wie die Kinder ein Glas kühlen Wassers hätten, müssen die Erwachsenen Süßwein als Aperitif trinken. Keines der drei bodentiefen Fenster des Esszimmer lässt sich öffnen, weil sich im Laufe der Jahrzehnte die Fensterrahmen verzogen haben, und aus dem im Zimmer liegenden Perserteppich steigt warmer Staub. Als wisse sie von der gerade begonnen sexuellen Beziehung zwischen Cecilia und Robbie und als ahne sie die weiteren Ereignisse des Abends voraus, antwortet Emily auf die Bemerkung ihres Sohnes:

„Meine Eltern waren immer der Ansicht, dass heißes Wetter bei jungen Leuten nur zu loser Moral führe. Weniger Lagen Kleidung, Tausende von Orten, an denen man sich treffen kann. Außer Haus und außer Kontrolle. Besonders deine Großmutter war immer unruhig, wenn es Sommer war. Sie träumte sich immer Tausende von Gründen zusammen, um mich und meine Schwestern im Haus zu behalten.“

John Mullan weist darauf hin, dass große Hitze in den Werken vieler britischer Autoren von Bedeutung ist und nennt als Beispiel E. M. Forster, Joseph Conrad und Graham Greene. deren Romanhandlungen allerdings häufig an exotisch heißen Plätzen spielen. Er verweist aber auch auf Jane Austen, in deren Roman Emma Wetter als wesentliches Element dient, um die Handlung voranzutreiben. Auch hier gibt es eine Hitzewelle, unter deren Einfluss die vorgebliche Vornehmheit einiger der Protagonisten erodiert. In Thomas Hardys Roman Tess von den d’Urbervilles (1891) entwickelt Angel Clare während einer Hitzewelle eine zunehmend sexuelle Leidenschaft für die Romanheldin. Nach John Mullan nutzt Ian McEwan in Abbitte diese besondere Wetterlage besonders effektiv aus.

„Abbitte spielt besonders effektiv mit der Bedeutung des Wetters für die Erinnerung, mit der Idee, dass die Sommer der Vergangenheit heißer waren. Der Aufbau des Romans - bei dem an die Ereignisse im ersten Teil in den folgenden drei Teilen zwanghaft erinnert wird - bewirkt, dass die heißen, erdrückend stickigen Tage des Romananfangs erscheinen, als gehörten sie zu einer anderen Zeit: fern, längst verflossen, aber noch spürbar auf Grund des denkwürdigen, unentrinnbaren Wetters.“

## Plagiatskontroverse
Gegen Ende des Jahres 2006 wurde bekannt, dass die Schriftstellerin Lucille Andrews die Ansicht vertrat, dass Ian McEwan nur unzureichend würdige, in welchem Umfang er aus ihrer 1977 erschienenen Autobiografie No Time for Romance Material für die Beschreibung der Londoner Krankenpflege während der Zeit des Zweiten Weltkriegs entlehnt habe. McEwan sah sich frei von jeglichem Plagiat, während er gleichzeitig zugab, dass diese Autobiografie für ihn eine wesentliche Quelle der Inspiration darstellte. McEwan hatte Andrews und ihre Autobiografie in der Danksagung des Buches erwähnt und mehrere andere Schriftsteller ergriffen McEwans Partei, darunter John Updike, Martin Amis, Margaret Atwood, Thomas Keneally, Zadie Smith und der sonst öffentlichkeitsscheue Thomas Pynchon.

## Kritiken
„In „Abbitte“ widmet sich Ian McEwan seinen alten, großen Themen – Liebe und Trennung, Unschuld und Selbsterkenntnis, dem Verstreichen von Zeit –, und er tut dies souveräner, sprachmächtiger und fesselnder denn je. […] McEwan hat mit „Abbitte“ einen Roman geschrieben, der seine eigenen Mechanismen bewußt  zur Schau und damit in Frage stellt. Das Ergebnis zeigt, daß  es nach wie vor möglich ist, mit den Mitteln der klassischen Moderne große zeitgenössische Literatur zu erschaffen.“

„Ian McEwan hat einen Roman über die Literatur geschrieben, der gleichzeitig ein Roman über den Menschen ist. Gleichzeitig – darin liegt die Kunst. Kein Buch, in dem neben diversen Figuren auch einige literaturtheoretische Überlegungen vorkommen, sondern ein Buch, das nach der Moral des Schreibens fragt und Schreiben, also Imaginieren, als besonders heikle Form sittlichen Handelns betrachtet. […] Hier fallen das Ethische und das Ästhetische in einer Prosa zusammen, die vielsagend sein will und trotzdem klar sein kann.“

## Selbstaussage
„Abbitte ist ein Buch, das von Einkehr und Versöhnung handelt. Vom Umgang des Individuums mit seiner Gegenwart und Vergangenheit und dem Wissen um Dinge, die nicht ungeschehen gemacht werden können. […] Meine bisherigen Romane stützten sich auf Ideen und gedankliche, teils biografische Konstrukte. Abbitte ist ein Schritt in eine neue Richtung, eine Erkundung von Gefühlswelten in der Tradition des 19. Jahrhunderts, deren literarische Figuren wahrhaftig und berührbar erschienen, den Leser dazu brachten, sich in sie hineinzuversetzen und an ihrem Schicksal Anteil zu nehmen. Es ist das Ambitionierteste, was ich je zustande gebracht habe, nicht nur quantitativ, sondern auch thematisch. Weil es den Versuch unternimmt, eine historische Epoche zu beschreiben, die gleichsam als Bezugsrahmen für eine Liebesgeschichte dient. Eine Liebesgeschichte mit traurigem oder zumindest zwiespältigem Ausgang.“

## Auszeichnungen
Für den Roman wurde McEwan unter anderem mit dem Los Angeles Times Book Prize, dem National Book Critics Circle Award und dem WH Smith Literary Award ausgezeichnet. Außerdem stand Abbitte auf der Shortlist für den Booker Prize.

## Verfilmung, Oper und Ballett
In dem gleichnamigen Film waren die Hauptrollen mit prominenten Schauspielern wie Keira Knightley, James McAvoy und Vanessa Redgrave besetzt. Er war in sieben Kategorien bei den Golden Globe Awards 2008 nominiert. Ausgezeichnet wurde er als Bester Film – Drama. Dario Marianelli erhielt den zweiten Golden Globe für die Beste Filmmusik. Bei den Satellite Awards 2007 gewann Christopher Hampton eine Auszeichnung für das Drehbuch, der Film wurde außerdem in vier weiteren Kategorien nominiert: Knightley und Ronan als Beste Darsteller, Filmmusik sowie Kostüme.
Die Handlung des Romans wurde auch als Oper umgesetzt. Das Libretto stammt von Craig Raine und wurde musikalisch von Michael Berkeley umgesetzt.
Am 28. April 2024 wurde Atonement als Ballett an der Oper Zürich uraufgeführt. Inszeniert von Cathy Marston mit Musik von Laura Rossi.

## Ausgaben
- Atonement. [Erstausgabe] London 2001.
- Abbitte. Übersetzt von Bernhard Robben. Diogenes, Zürich 2002, ISBN 978-3-257-23380-3.
- Abbitte. Hörbuch (gekürzt), gesprochen von Barbara Auer, 6 CDs, Lido, Frankfurt/Main 2003. ISBN 3-8218-5246-1.

## Sekundärliteratur
- Jonathan Noakes, Margaret Reynolds: Ian McEwan: „Child in Time“, „Enduring Love“, „Atonement“: The Essential Guide. Vintage, London 2002, ISBN 0-09-943755-4
- Thomas Wortmann: Im Zwielicht der Fiktion. Ian McEwans Roman „Atonement“ (2002). In: rebellisch – verzweifelt – infam. Das böse Mädchen als ästhetische Figur. Herausgegeben von Renate Möhrmann, Aisthesis Verlag, Bielefeld 2012, ISBN 978-3-89528-875-3, S. 449–474.
- Julie Ellam: Ian McEwan’s „Atonement“ (Continuum Contemporaries). Continuum International, London 2009, ISBN 0-8264-4538-1